# Peter Facinelli
Peter Facinelli  (Queens, 26 de novembro de 1973) é um ator norte-americano. Ele ficou mais conhecido ao interpretar Dr. Carlisle Cullen na rentável série de filmes The Twilight Saga. Outros trabalhos mais notáveis são as telesséries Fastlane, Nurse Jackie e Supergirl, e o filme Can't Hardly Wait.

## Biografia
Peter Facinelli cresceu em Ozone Park, Queens, Nova York, numa família de ascendência italiana. Ele estudou no Atlantic Theater Company, uma escola de artes na cidade de Nova York, entre seus professores, estavam William H. Macy, Felicity Huffman, Giancarlo Esposito e Camryn Manheim.
Peter foi casado com a também atriz Jennie Garth, a Kelly Taylor da famosa série Barrados no Baile (Beverly Hills 90210). Eles se conheceram no set de filmagens do filme An Unfinished Affair. Se casaram em 20 de janeiro de 2001 e tem três filhas, Luca Bella (29 de junho de 1997), Lola Ray (6 de dezembro de 2002) e Fiona Eve (30 de setembro de 2006). O casal divulgou a imprensa que entraram com o pedido de divórcio em 13 de março de 2012. Após oito meses depois do divórcio, Peter começou a namorar a atriz Jaimie Alexander (com quem contracenou), o relacionamento teve fim confirmado em fevereiro de 2016, ambos afirmaram problemas na agenda.

## Filmografia

### Cinema
| Ano  | Título                                    | Papel                 | Nota                             |
| ---- | ----------------------------------------- | --------------------- | -------------------------------- |
| 1996 | Foxfire                                   | Ethan Bixby           |                                  |
| 1997 | Touch Me                                  | Bail                  |                                  |
| 1998 | Can't Hardly Wait                         | Mike Dexter           |                                  |
| 1998 | Telling You                               | Phil Fazzulo          |                                  |
| 1999 | The Big Kahuna                            | Bob Walker            |                                  |
| 2000 | Supernova                                 | Karl Larson           |                                  |
| 2001 | Riding in Cars with Boys                  | Tommy Butcher         |                                  |
| 2002 | The Scorpion King                         | Takmet                |                                  |
| 2005 | Enfants Terribles                         | Curtis                |                                  |
| 2006 | Hollow Man 2                              | Detetive Frank Turner |                                  |
| 2008 | Finding Amanda                            | Greg                  |                                  |
| 2008 | Twilight                                  | Dr. Carlisle Cullen   |                                  |
| 2009 | The Twilight Saga: New Moon               | Dr. Carlisle Cullen   |                                  |
| 2010 | The Twilight Saga: Eclipse                | Dr. Carlisle Cullen   |                                  |
| 2011 | The Twilight Saga: Breaking Dawn – Part 1 | Dr. Carlisle Cullen   |                                  |
| 2012 | Loosies                                   | Bobby Corelli         | Também foi produtor e roteirista |
| 2012 | The Twilight Saga: Breaking Dawn – Part 2 | Dr. Carlisle Cullen   |                                  |
| 2019 | Countdown                                 | Dr. Sullivan          |                                  |

### Televisão
| Ano     | Título           | Papel                   | Nota                               |
| ------- | ---------------- | ----------------------- | ---------------------------------- |
| 1995    | Law & Order      | Shane Sutter            | Episódio: "Performance"            |
| 2002-03 | Fastlane         | Donovan "Van" Ray       | Elenco principal                   |
| 2004-05 | Six Feet Under   | Jimmy                   | Elenco recorrente. 9 episódios     |
| 2006    | American Dad     | Miles                   | Episódio: "Roger 'n' Me". Dublagem |
| 2007    | Damages          | Gregory Malina          | Elenco recorrente. 8 episódios     |
| 2009-15 | Nurse Jackie     | Dr. Fitch "Coop" Cooper | Elenco principal                   |
| 2013-14 | Glee             | Rupert Campion          | Elenco recorrente. 4 episódios     |
| 2015    | American Odyssey | Peter Decker            | Elenco principal. 13 episódios     |
| 2015-16 | Supergirl        | Maxwell Lord            | Elenco recorrente. 14 episódios    |
| 2017-18 | S.W.A.T.         | Michael Plank           | Elenco recorrente. 7 episódios     |
| 2019    | FBI              | Michael Venutti         | Episódio: "Most Wanted"            |
| 2019    | Magnum, P.I.     | Gene Curtis / Ivan      | Episódio: "Day I Met the Devil"    |